# Pochínok
Pochínok (ruso: Почи́нок) es una ciudad rusa, capital del raión homónimo en la óblast de Smolensk.
En 2021, la ciudad tenía una población de 8171 habitantes.
Se conoce la existencia de la localidad desde 1811, cuando era un pueblo del uyezd de Yelnia en la gobernación de Smolensk. A finales del siglo XIX se desarrolló como poblado ferroviario de la línea de Smolensk a Róslavl. En 1924, la Unión Soviética le concedió el estatus de ciudad. Es capital distrital desde 1929, cuando se fundó la Óblast Occidental.
Se ubica junto a la carretera P120, a medio camino entre Smolensk y Róslavl. Al este de la P120 sale de aquí la carretera R96, que forma la avenida principal de Pochínok y lleva a Yelnia.

## Clima
| Parámetros climáticos promedio de Pochinok | Parámetros climáticos promedio de Pochinok | Parámetros climáticos promedio de Pochinok | Parámetros climáticos promedio de Pochinok | Parámetros climáticos promedio de Pochinok | Parámetros climáticos promedio de Pochinok | Parámetros climáticos promedio de Pochinok | Parámetros climáticos promedio de Pochinok | Parámetros climáticos promedio de Pochinok | Parámetros climáticos promedio de Pochinok | Parámetros climáticos promedio de Pochinok | Parámetros climáticos promedio de Pochinok | Parámetros climáticos promedio de Pochinok | Parámetros climáticos promedio de Pochinok |
| Mes                                        | Ene.                                       | Feb.                                       | Mar.                                       | Abr.                                       | May.                                       | Jun.                                       | Jul.                                       | Ago.                                       | Sep.                                       | Oct.                                       | Nov.                                       | Dic.                                       | Anual                                      |
| ------------------------------------------ | ------------------------------------------ | ------------------------------------------ | ------------------------------------------ | ------------------------------------------ | ------------------------------------------ | ------------------------------------------ | ------------------------------------------ | ------------------------------------------ | ------------------------------------------ | ------------------------------------------ | ------------------------------------------ | ------------------------------------------ | ------------------------------------------ |
| Temp. máx. media (°C)                      | -4.4                                       | -3.6                                       | 1.9                                        | 11.2                                       | 17.5                                       | 20.6                                       | 23.2                                       | 21.9                                       | 16.1                                       | 8.9                                        | 2.5                                        | -1.6                                       | 9.5                                        |
| Temp. media (°C)                           | -6.5                                       | -6.1                                       | -1.4                                       | 6.6                                        | 13.2                                       | 16.7                                       | 19.3                                       | 17.9                                       | 12.5                                       | 6.2                                        | 0.7                                        | -3.4                                       | 6.3                                        |
| Temp. mín. media (°C)                      | -9                                         | -9                                         | -5.2                                       | 1.5                                        | 8                                          | 11.8                                       | 14.7                                       | 13.5                                       | 8.6                                        | 3.3                                        | -1.2                                       | -5.4                                       | 2.6                                        |
| Precipitación total (mm)                   | 52                                         | 45                                         | 45                                         | 46                                         | 72                                         | 84                                         | 94                                         | 78                                         | 64                                         | 69                                         | 55                                         | 50                                         | 754                                        |
| Fuente:                                    |                                            |                                            |                                            |                                            |                                            |                                            |                                            |                                            |                                            |                                            |                                            |                                            |                                            |